# Ligne de Rome à Naples par Cassino
Ne doit pas être confondu avec LGV Rome - Naples ou Ligne de Rome à Naples par Formia.
La ligne de chemin de fer Rome - Naples par Cassino fut la première ligne ferroviaire inaugurée en 1863 entre la capitale de l'Italie, Rome, et la ville de Naples, via Cassino, par la Società per le strade ferrate romane. Elle est une alternative la ligne de Rome à Naples par Formia.